# Carande
Carande es una localidad española perteneciente al municipio de Riaño, en la provincia de León, comunidad autónoma de Castilla y León. 

## Geografía

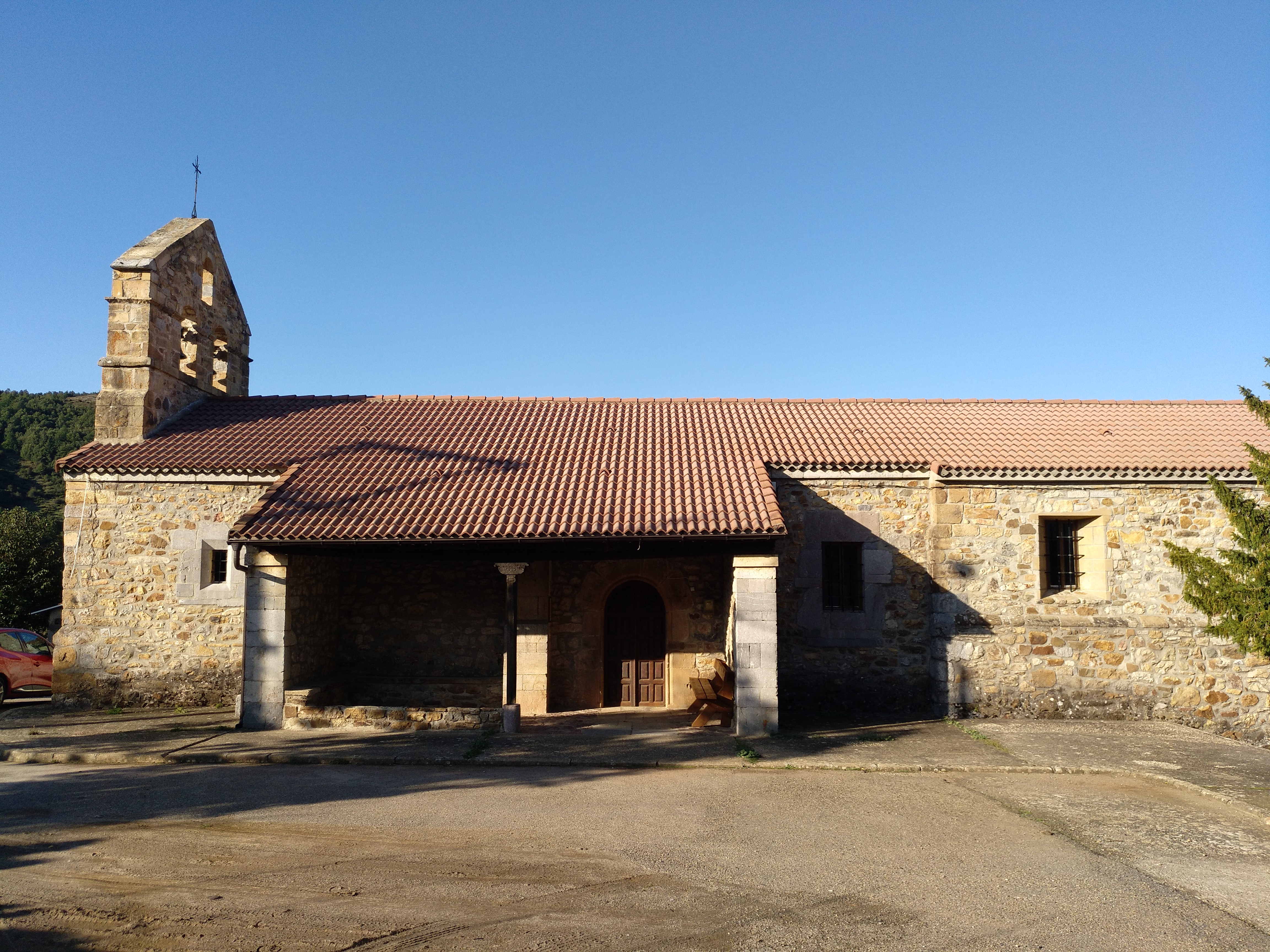
Iglesia de San Pedro de Carande

Carande se sitúa en un brazo del embalse de Riaño. Los terrenos de Carande limitan con los de Riaño al norte, Boca de Huérgano al noreste y Siero de la Reina al este, Tejerina al sur, y Horcadas al oeste.
Cuenta con una importante masa forestal, principalmente de haya, que da refugio a especies emblemáticas de la cordillera Cantábrica como el oso pardo o el urogallo cantábrico.
Carande está rodeado de montañas de más de 1700 metros de altura como son los macizos del Gilbo al oeste y la cadena montañosa que separa la cuenca del río Esla de la del río Cea (Piedralagua). Es un perfecto mirador hacia Picos de Europa, y en general, a toda la montaña oriental leonesa.

## Economía
Su economía se basa en la ganadería caballar, bovina y ovina y el turismo estival.

## Patrimonio
Posee ejemplos de arquitectura tradicional como el hórreo y casas de corredor de estilo cántabro. Además, en la plaza donde se asienta su iglesia se practica el tradicional juego de los bolos, que aquí se practica en la modalidad de bola redonda.
- Datos: Q5748878
- Multimedia: Carande / Q5748878